# Wyżnia Liptowska Ławka
Wyżnia Liptowska Ławka (niem. Obere Liptauer Bank, słow. Vyšná liptovská lávka, węg. Felső-Liptói-Őrszem-nyereg) – położona na wysokości około 2055 m przełęcz w grani głównej Tatr, w masywie Szpiglasowego Wierchu (Hrubý štít): między jego głównym wierzchołkiem (2171 m) a Wyżnim Kosturem (Vyšný kostúr, ok. 2083 m) w grani Liptowskich Murów. Przez szczyty te oraz przełęcz przebiega granica polsko-słowacka, a przy tym także granica Liptowa i Podhala (stąd „liptowskie” nazewnictwo).
Przełączka jest jedną z dwóch Liptowskich Ławek – Wyżni Kostur jest oddzielony Niżnią Liptowską Ławką od drugiego z Kosturów, Niżniego Kostura. Na północnym wschodzie zbocza grani opadają skalisto-trawiastą depresją do niewielkiego kotła Szpiglasowej Kotlinki w Dolinie Pięciu Stawów Polskich, przez który przebiega żółty szlak na Szpiglasową Przełęcz (Szpiglasowe Perci). Trawiaste zbocza południowo-zachodnie opadają do Doliny Ciemnosmreczyńskiej, odgałęzienia Doliny Koprowej.
Pierwsze przejście grani od Czarnej Ławki do Wyżniej Liptowskiej Ławki: Zygmunt Klemensiewicz 20 sierpnia 1905 r. Pierwsze przejście zimowe: Adm Karpiński i Wilhelm Smoluchowski 8 kwietnia 1925 r.

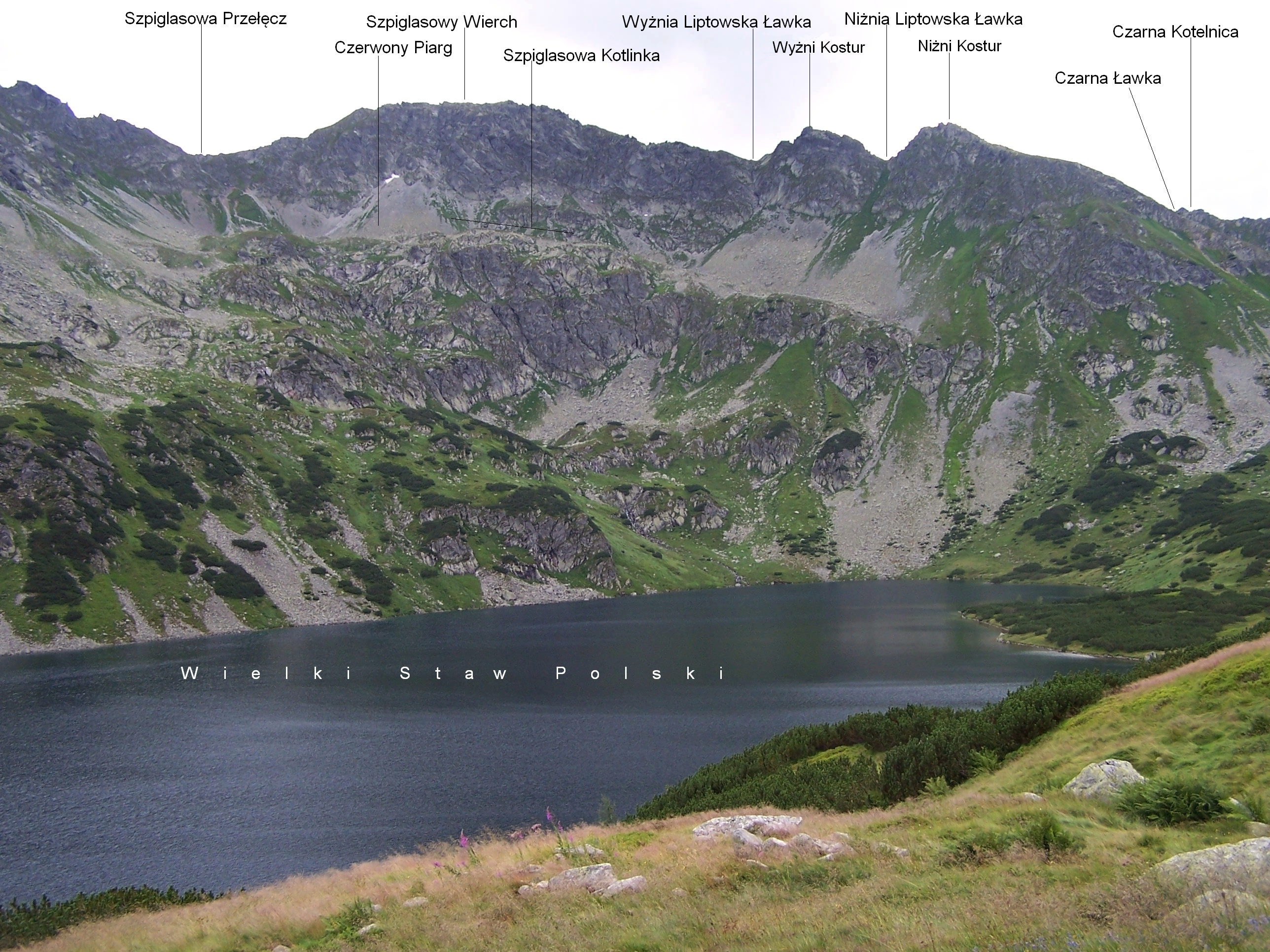